# Waldsteigerfrösche
Die Waldsteigerfrösche (Leptopelis) sind eine Gattung afrikanischer Froschlurche in der Familie der Langfingerfrösche (Arthroleptidae). Sie sind die einzige Gattung der Unterfamilie Leptopelinae innerhalb der Langfingerfrösche.

## Merkmale
Das auffälligste Merkmal sind die sehr großen Augen mit senkrecht stehenden Pupillen. Die Tiere werden etwa fünf bis zehn Zentimeter groß. Die Weibchen sind oft deutlich größer als die Männchen. Manche Arten haben in ihrer Jugend eine andere Färbung als im adulten Stadium; das „Jugendkleid“ ist dann grün. Meistens sind sie braun gefärbt mit einer dunkleren Musterung am Rücken, die Unterseite ist hell gefärbt. Etwas buntere Arten sind beispielsweise Leptopelis flavomaculatus und Leptopelis uluguruensis. Die Augenfarbe geht von einem Dunkelbraun-Goldgelb bis zu Rot (etwa Leptopelis parkeri). Die Unterscheidung der einzelnen Arten ist schwierig, weil sich viele Arten sehr ähnlich sind und oft nur durch ihr geographisches Vorkommen unterschieden werden. Manche Arten wurden auch aufgrund von Einzelfunden bestimmt. Die Pupille ist senkrecht und die Augen für Nachttiere typisch groß, was ihnen unter anderem auch den Namen „Afrikanischer Großaugenlaubfrosch“ eingebracht hat. Dadurch lassen sie sich von anderen Taxa gut unterscheiden.

## Verbreitung
Aufgrund ihres deutschsprachigen Trivialnamens könnten die Waldsteigerfrösche mit den Baumsteigerfröschen (Dendrobatidae) verwechselt werden. Während diese jedoch in Süd- und Mittelamerika anzutreffen sind, kommt die Gattung der Waldsteigerfrösche ausschließlich in Afrika südlich der Sahara bis in das östliche Südafrika vor.

## Lebensweise
Typisch für manche dieser Frösche ist, dass sie sich in Trockenzeiten im feuchten Erdreich vergraben und in den feuchteren Jahreszeiten dann wieder aktiv sind. Ihre Eier werden ins feuchte Erdreich oder Moos gelegt, von wo die Kaulquappen nach dem Schlüpfen dann ihren Weg zum Wasser finden. Manche Paarungsrufe werden als kurzes „Klack“ beschrieben; andere Arten rufen auch melodiöser.

## Systematik und Taxonomie
Nach der Einführung neuer phylogenetischer Methoden in der Forschung zu Anfang des 21. Jahrhunderts wurden Zweifel über die Verwandtschaft der Waldsteigerfrösche mit den übrigen Riedfröschen (Hyperoliidae) laut, zu denen sie bis dahin gezählt worden waren. Nach einer ausführlichen molekulargenetischen Studie durch Darrel R. Frost und andere Wissenschaftler mit dem Namen The Amphibian Tree of Life im Jahre 2006 wurden sie daher in die Familie der Langfingerfrösche (Arthroleptidae) gestellt. Dort bildet Leptopelis die einzige Gattung der Unterfamilie Leptopelinae.

### Gattung
Die Typusart der Gattung ist der ursprünglich unter dem Namen Hyla  aubryi beschriebene Gabun-Waldsteigerfrosch (Leptopelis aubryi).

### Arten
Die Gattung umfasst 56 Arten:
Stand: 19. Januar 2023
- Leptopelis anchietae (Bocage, 1873)
- Leptopelis anebos Portillo & Greenbaum, 2014[4]
- Leptopelis argenteus (Pfeffer, 1893)

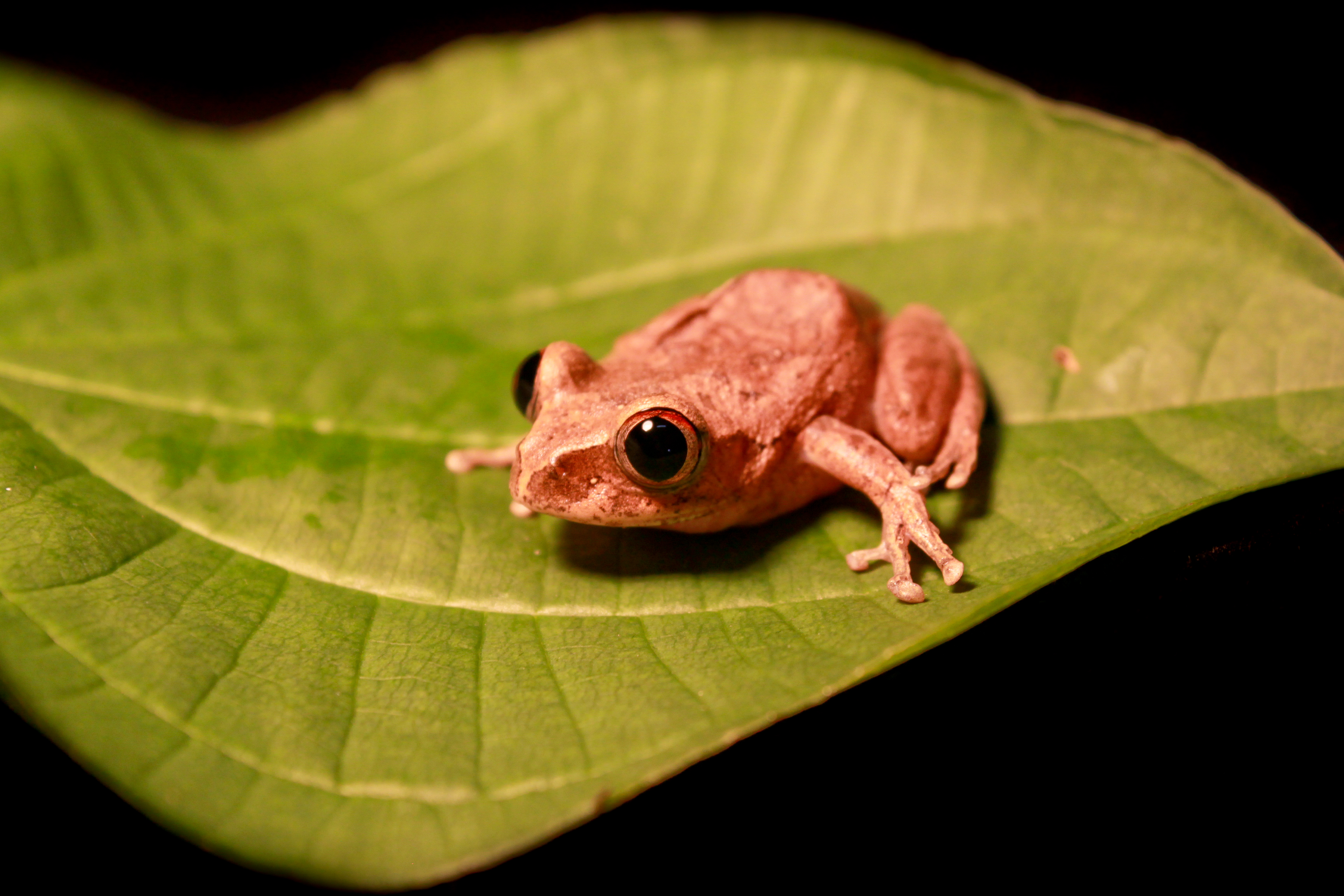
Leptopelis aubryi

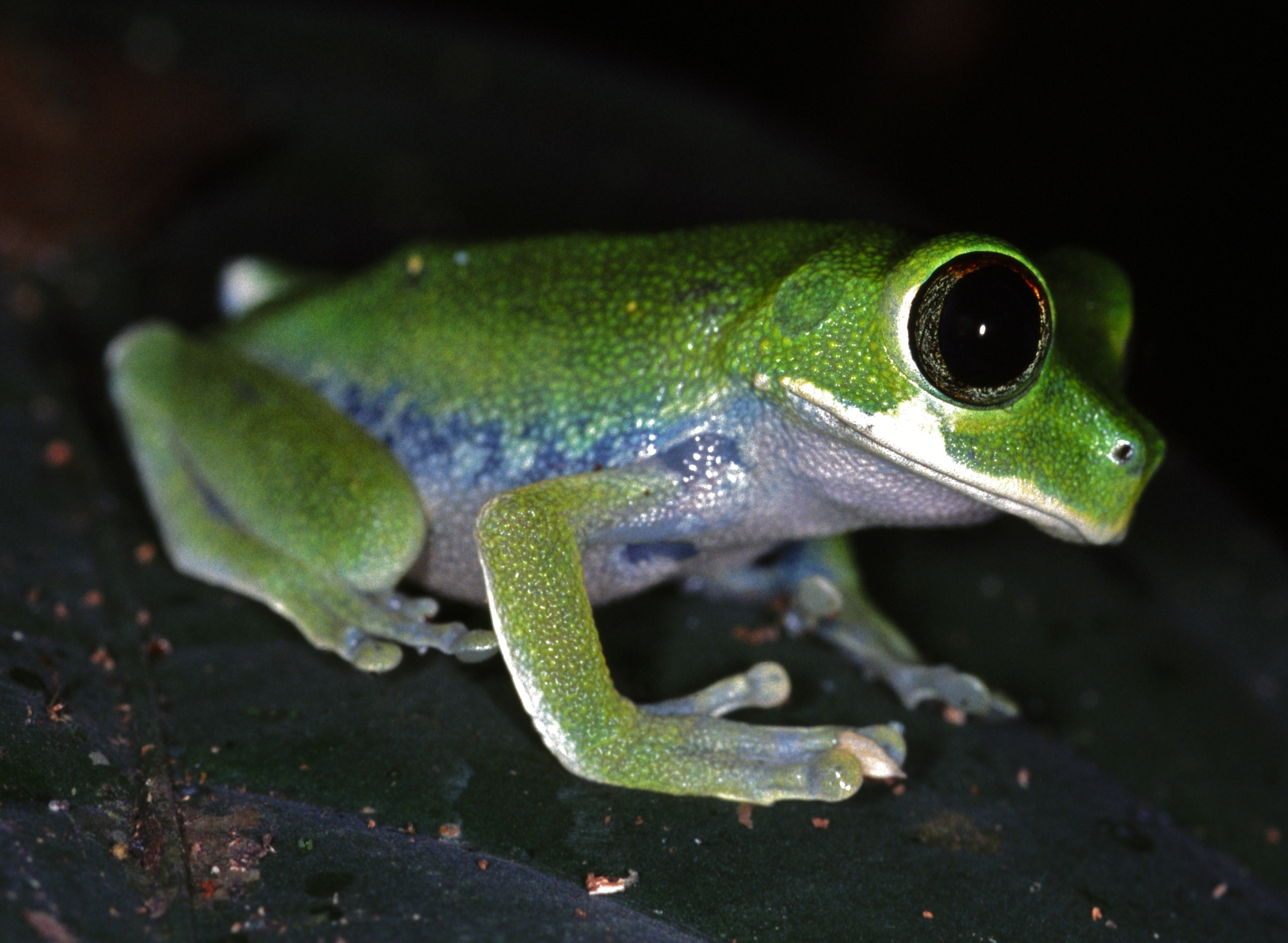
Leptopelis brevirostris

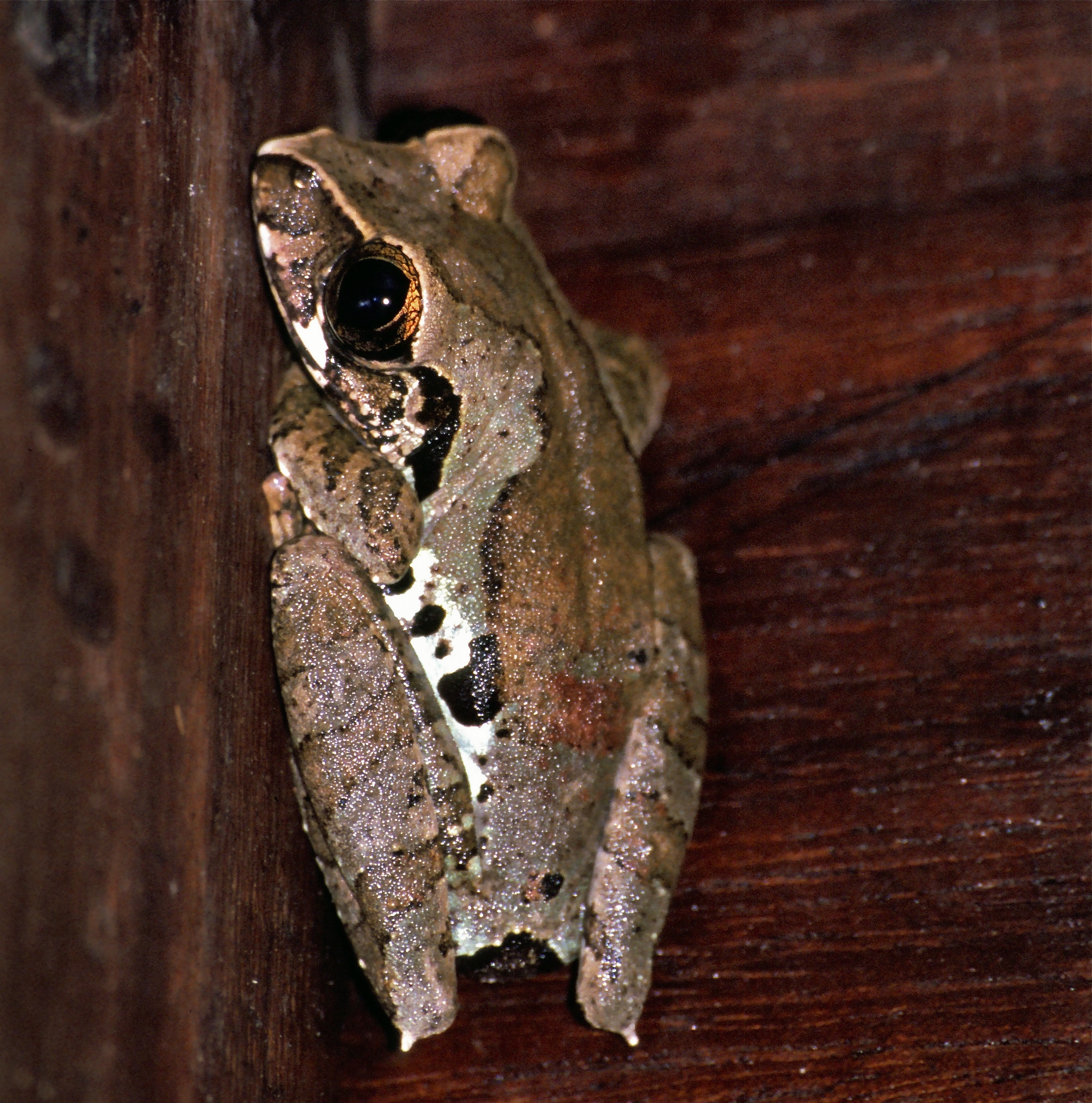
Leptopelis calcaratus

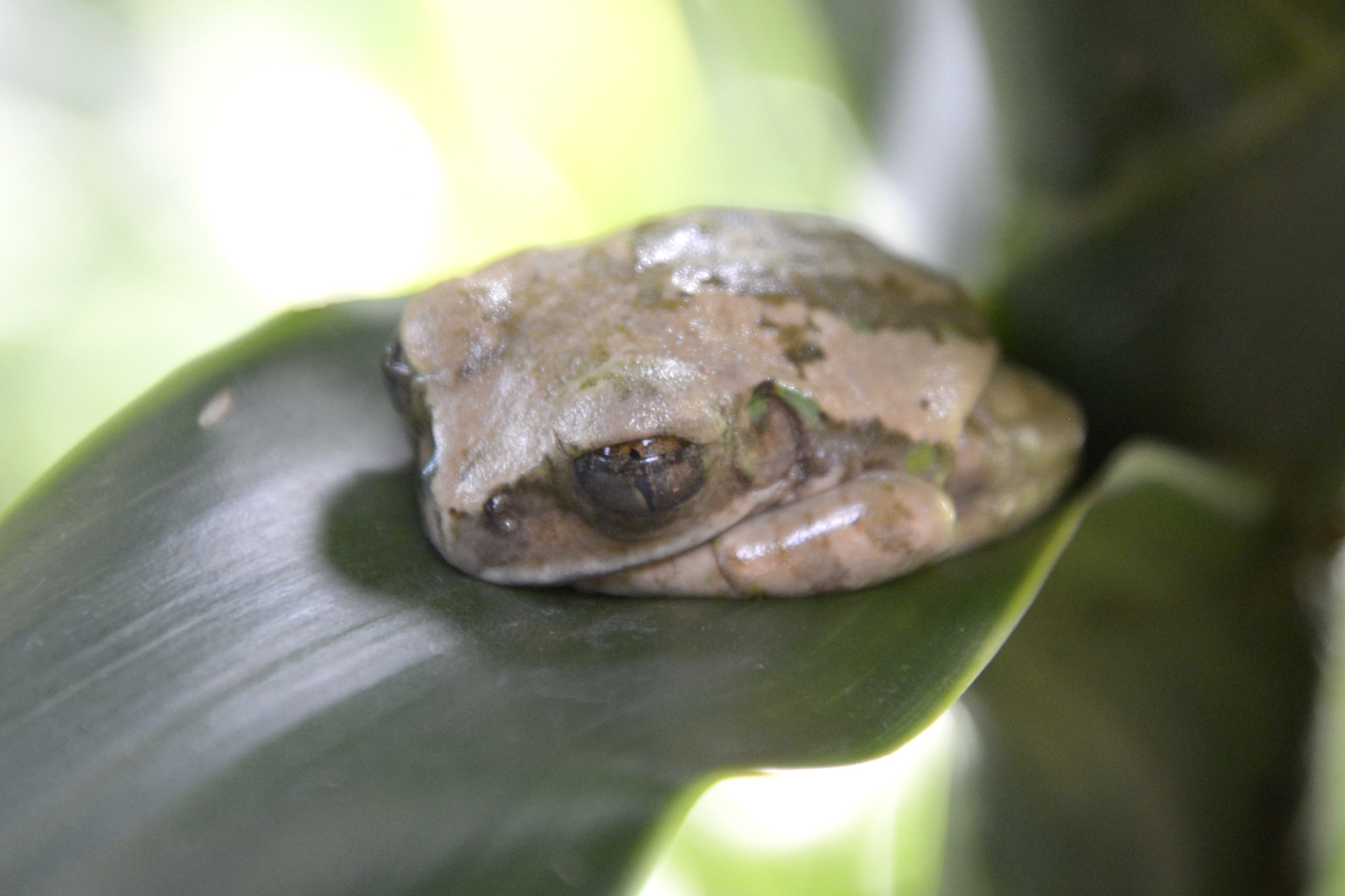
Leptopelis flavomaculatus

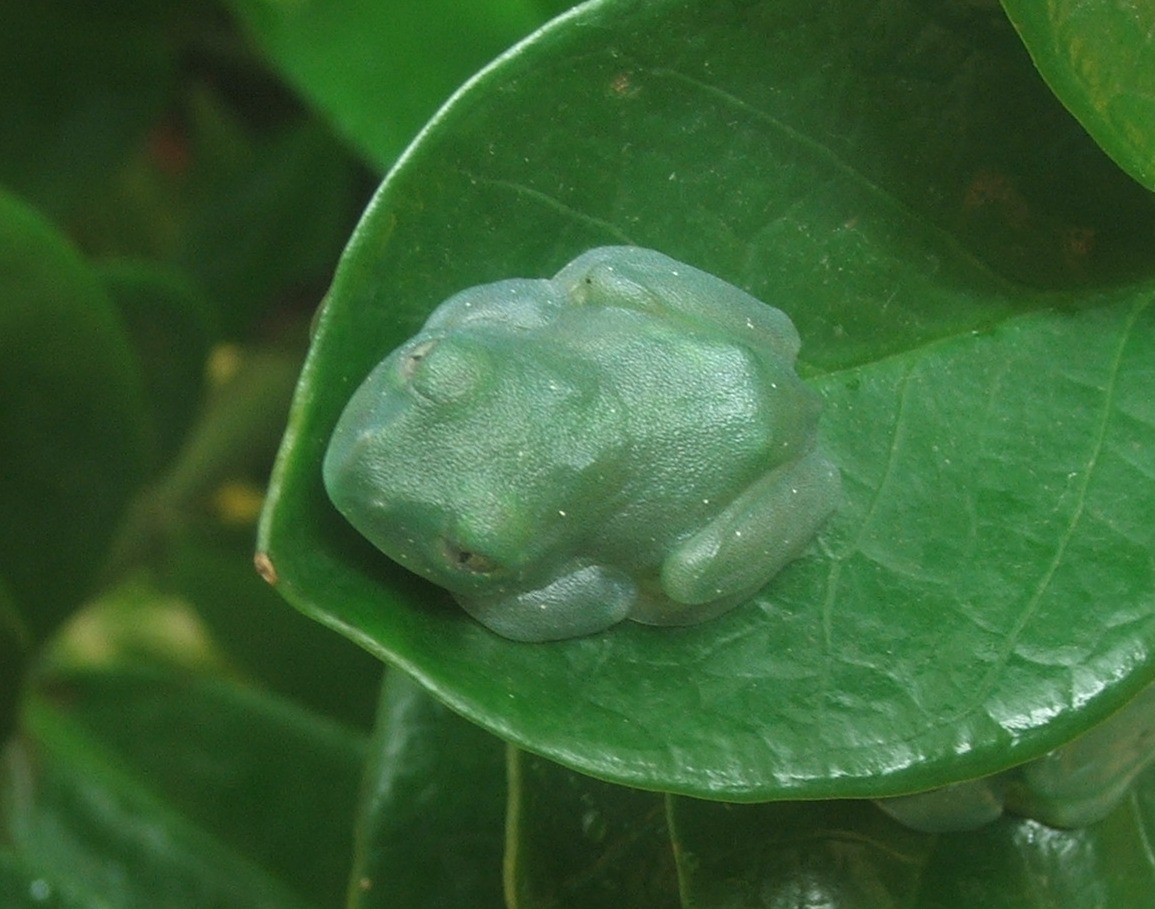
Leptopelis grandiceps

- Leptopelis aubryi (Duméril, 1856) – Gabun-Waldsteigerfrosch
- Leptopelis aubryioides (Andersson, 1907); Synonym: Leptopelis omissus Amiet, 1992[5]
- Leptopelis bequaerti Loveridge, 1941
- Leptopelis bocagii (Günther, 1865)
- Leptopelis boulengeri (Werner, 1898)
- Leptopelis brevirostris (Werner, 1898) – Kamerun-Waldsteigerfrosch
- Leptopelis broadleyi (Poynton, 1985)
- Leptopelis bufonides Schiøtz, 1967
- Leptopelis calcaratus (Boulenger, 1906)
- Leptopelis christyi (Boulenger, 1912)
- Leptopelis concolor Ahl, 1929
- Leptopelis cynnamomeus (Bocage, 1893)
- Leptopelis diffidens Tiutenko & Zinenko, 2021[6]
- Leptopelis fenestratus Laurent, 1972
- Leptopelis fiziensis Laurent, 1973
- Leptopelis flavomaculatus (Günther, 1864); Synonym: Leptopelis barbouri Ahl, 1929[7] – Gelbbrauner Waldsteigerfrosch
- Leptopelis gramineus (Boulenger, 1898)
- Leptopelis grandiceps Ahl, 1929; Synonym: Leptopelis usambarae Ahl, 1929[7]
- Leptopelis jordani Parker, 1936
- Leptopelis karissimbensis Ahl, 1929
- Leptopelis kivuensis Ahl, 1929
- Leptopelis lebeaui (De Witte, 1933)
- Leptopelis mackayi Köhler, Bwong, Schick, Veith & Lötters, 2006
- Leptopelis macrotis Schiøtz, 1967
- Leptopelis marginatus (Bocage, 1895)
- Leptopelis millsoni (Boulenger, 1895)
- Leptopelis modestus (Werner, 1898)
- Leptopelis mossambicus Poynton, 1985
- Leptopelis mtoewaate Portillo & Greenbaum, 2014
- Leptopelis natalensis (Smith, 1849)
- Leptopelis nordequatorialis Perret, 1966
- Leptopelis notatus (Peters, 1875)
- Leptopelis occidentalis Schiøtz, 1967
- Leptopelis ocellatus (Mocquard, 1902)
- Leptopelis oryi Inger, 1968
- Leptopelis palmatus (Peters, 1868)
- Leptopelis parbocagii Poynton & Broadley, 1987
- Leptopelis parkeri Barbour & Loveridge, 1928 – Parkers Waldsteigerfrosch
- Leptopelis parvus Schmidt & Inger, 1959
- Leptopelis ragazzii (Boulenger, 1896)
- Leptopelis rufus Reichenow, 1874 – Roter Waldsteigerfrosch
- Leptopelis rugosus (Ahl, 1924)
- Leptopelis shebellensis Goutte, Reyes-Velasco, Kassie Teme & Boissinot, 2022[8]
- Leptopelis spiritusnoctis Rödel, 2007
- Leptopelis susanae Largen, 1977
- Leptopelis uluguruensis Barbour & Loveridge, 1928 – Gepunkteter Waldsteigerfrosch
- Leptopelis vannutellii (Boulenger, 1898)
- Leptopelis vermiculatus (Boulenger, 1909) – Grüner Waldsteigerfrosch
- Leptopelis viridis (Günther, 1869)
- Leptopelis xeniae Goutte, Reyes-Velasco, Kassie Teme & Boissinot, 2022[8]
- Leptopelis xenodactylus Poynton, 1963
- Leptopelis yaldeni Largen, 1977
- Leptopelis zebra Amiet, 2001

Leptopelis brevipes (Boulenger, 1906)
und Leptopelis crystallinoron Lötters, Rödel & Burger, 2005 sind Synonyme von Leptopelis brevirostris (Werner, 1898) (Kamerun-Waldsteigerfrosch).
Leptopelis montanus Tiutenko & Zinenko, 2021, war erst im Jahr 2021 neu benannt worden, als die Art Pseudocassina ocellata wiedererrichtet und in die Gattung Leptopelis gestellt werden sollte. Leptopelis ocellatus war allerdings zuvor schon für eine andere Leptopelis-Art in Verwendung, sodass ein neuer Name vergeben werden musste. 2022 wurde auch Pseudocassina rugosa wiedererrichtet und ebenfalls in die Gattung Leptopelis gestellt. Es stellte sich jedoch heraus, dass diese, zuvor als Synonym von Leptopelis gramineus behandelte Art sich genetisch nicht von Leptopelis montanus unterscheidet. Somit lautet nach der Prioritätsregel der neue Name  für beide Leptopelis rugosus.

## Galerie

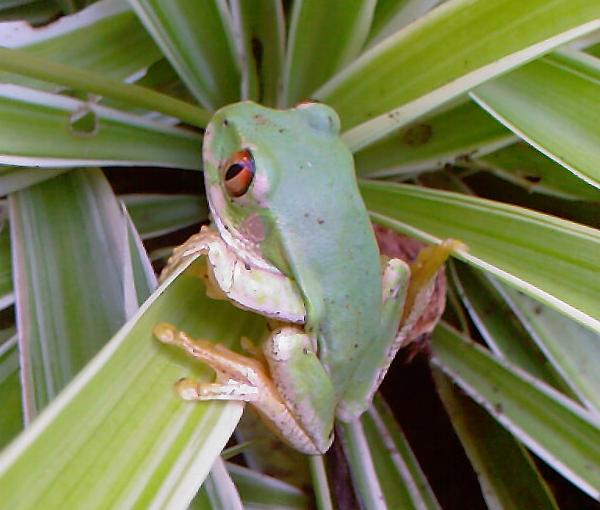
Leptopelis natalensis
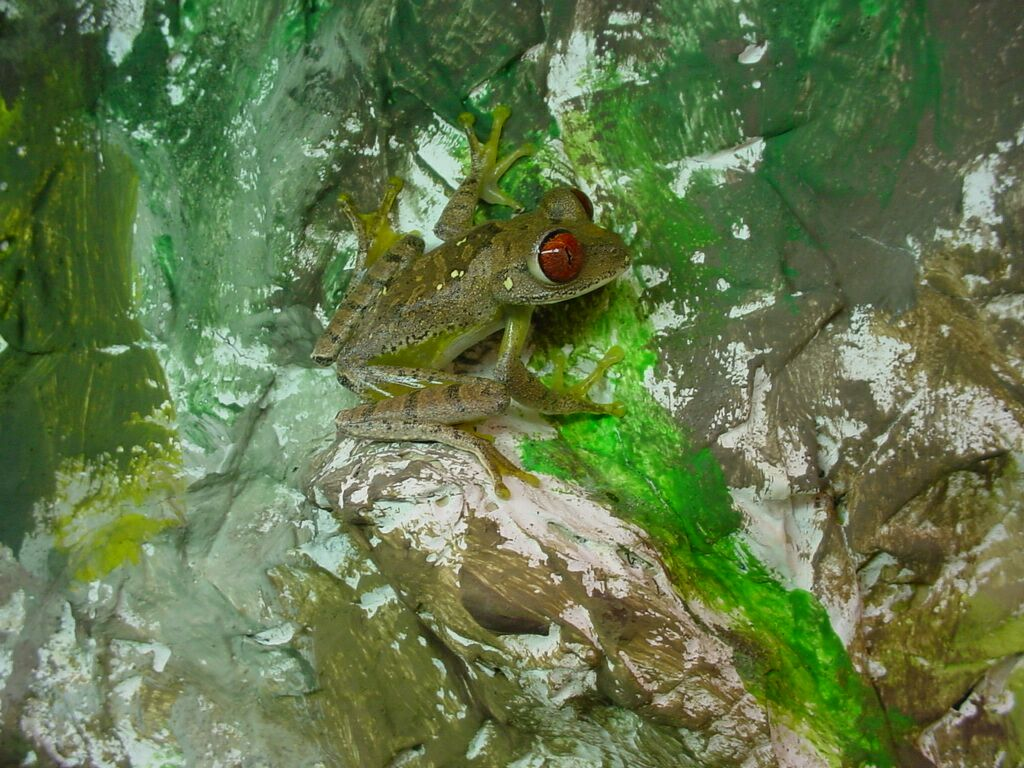
Leptopelis parkeri
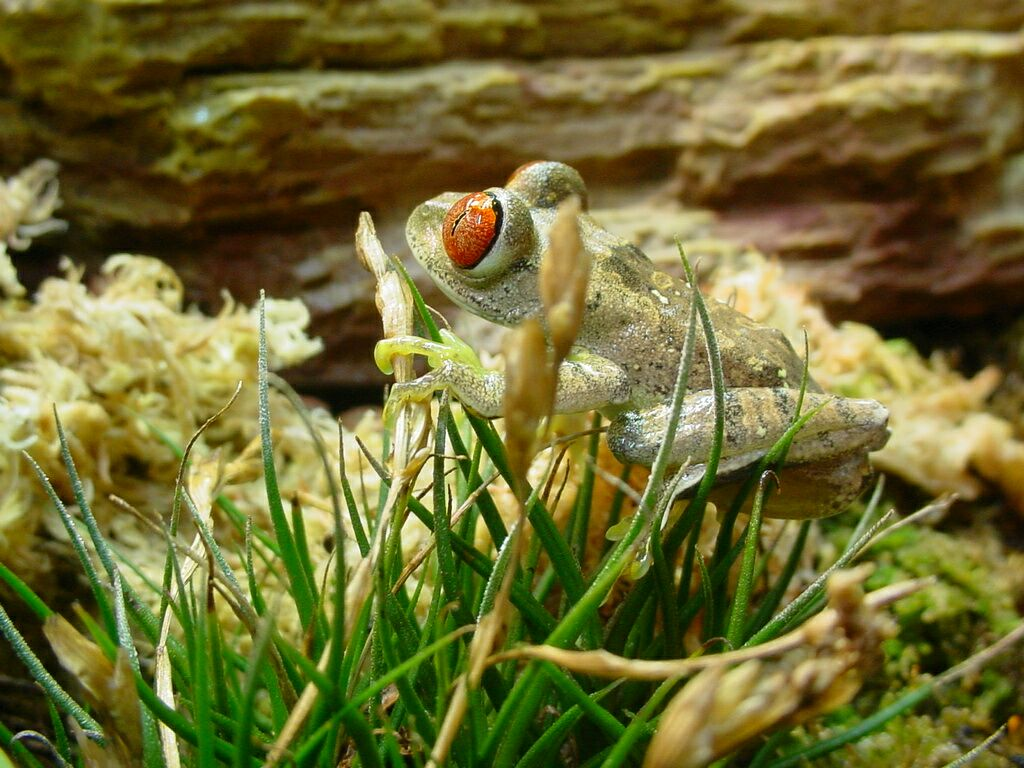
Leptopelis parkeri
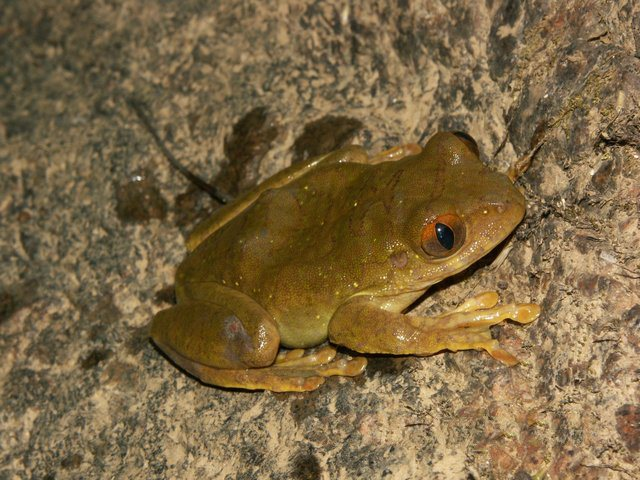
Leptopelis rufus
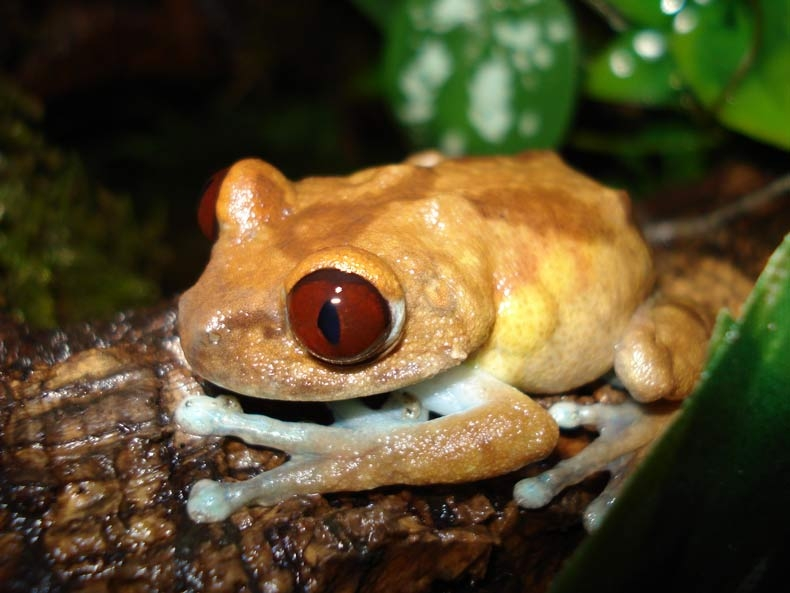
Leptopelis uluguruensis – Weibchen
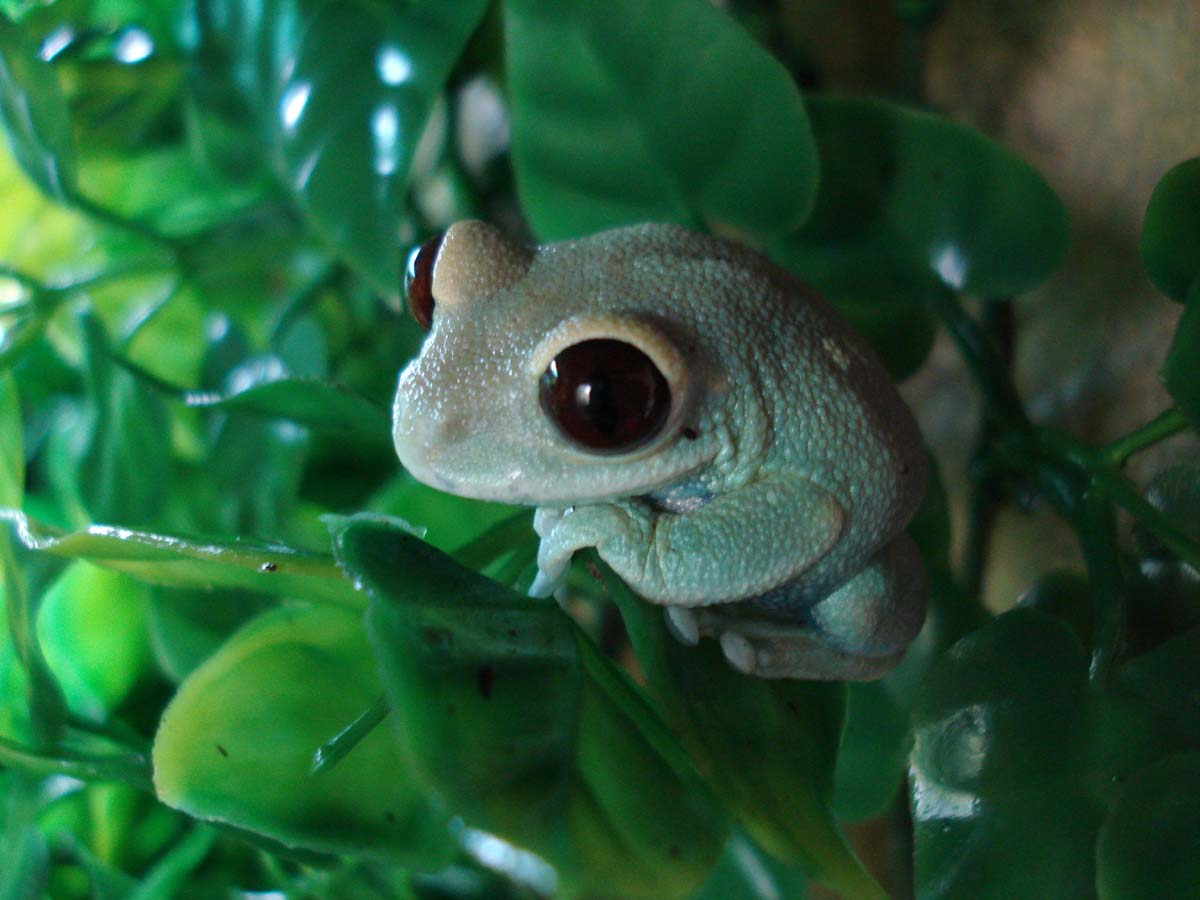
Leptopelis uluguruensis – Männchen
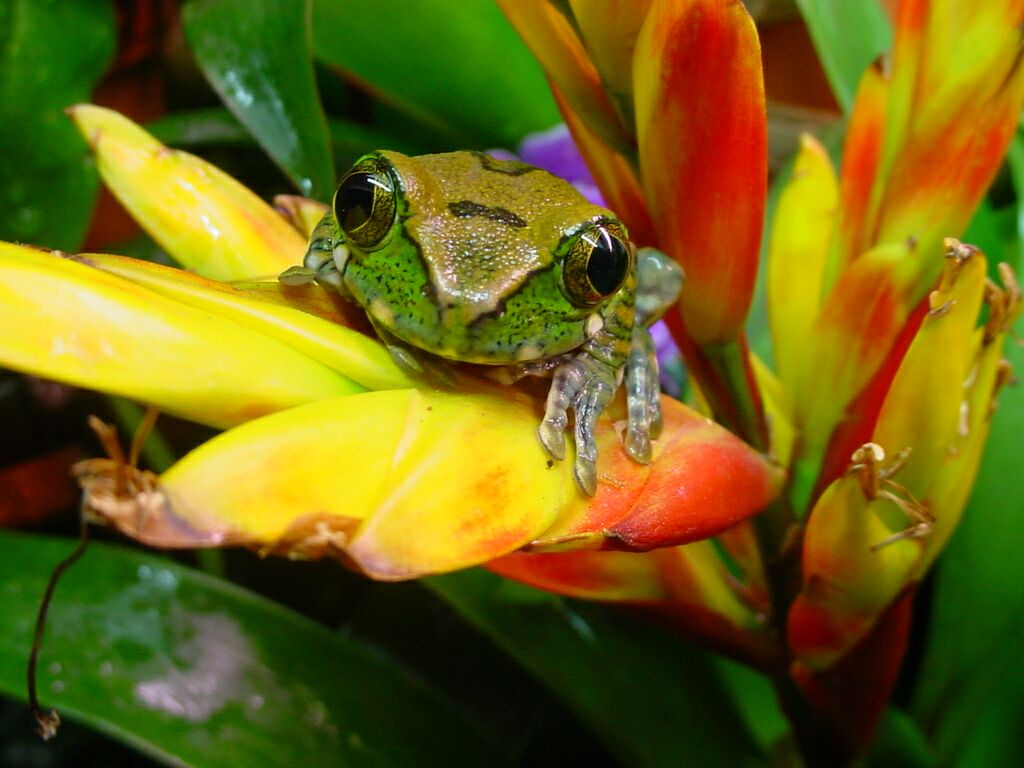
Leptopelis vermiculatus, männlich
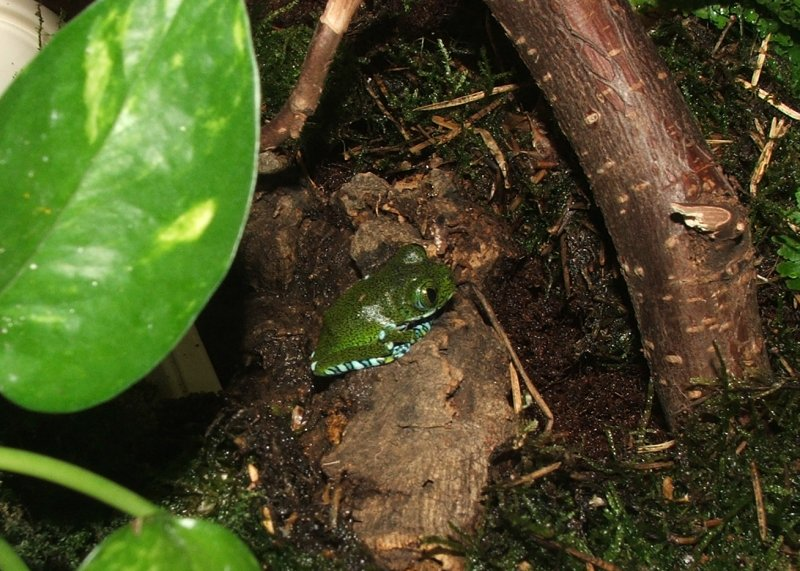
Leptopelis vermiculatus, juvenil
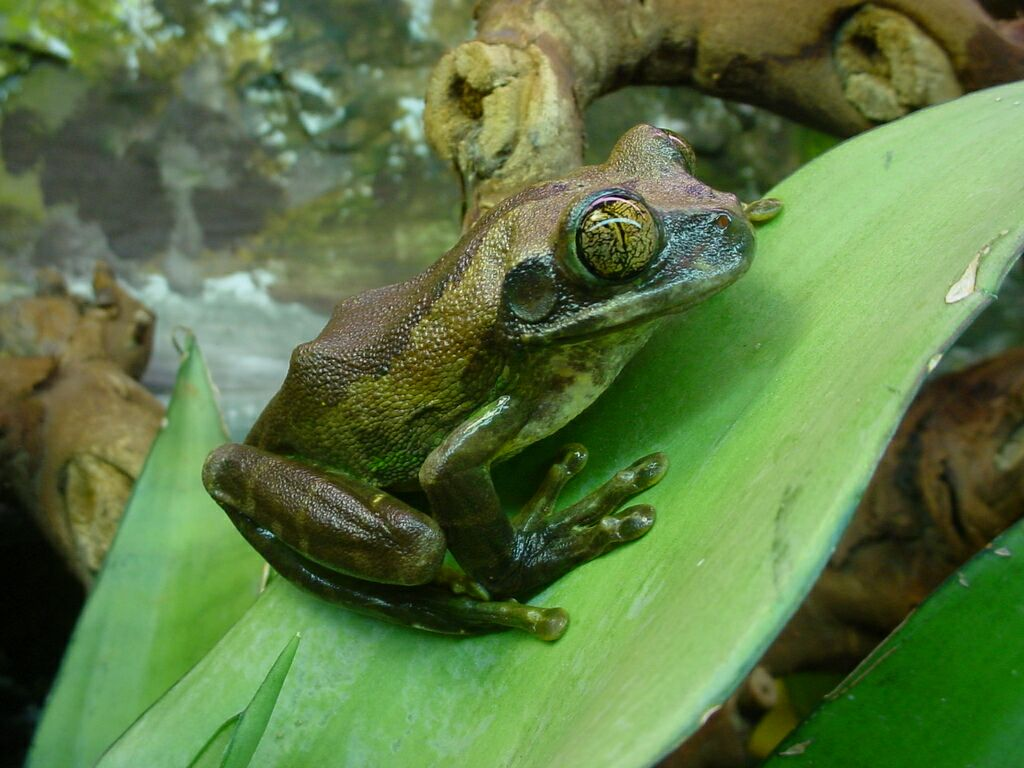
Leptopelis vermiculatus, weiblich
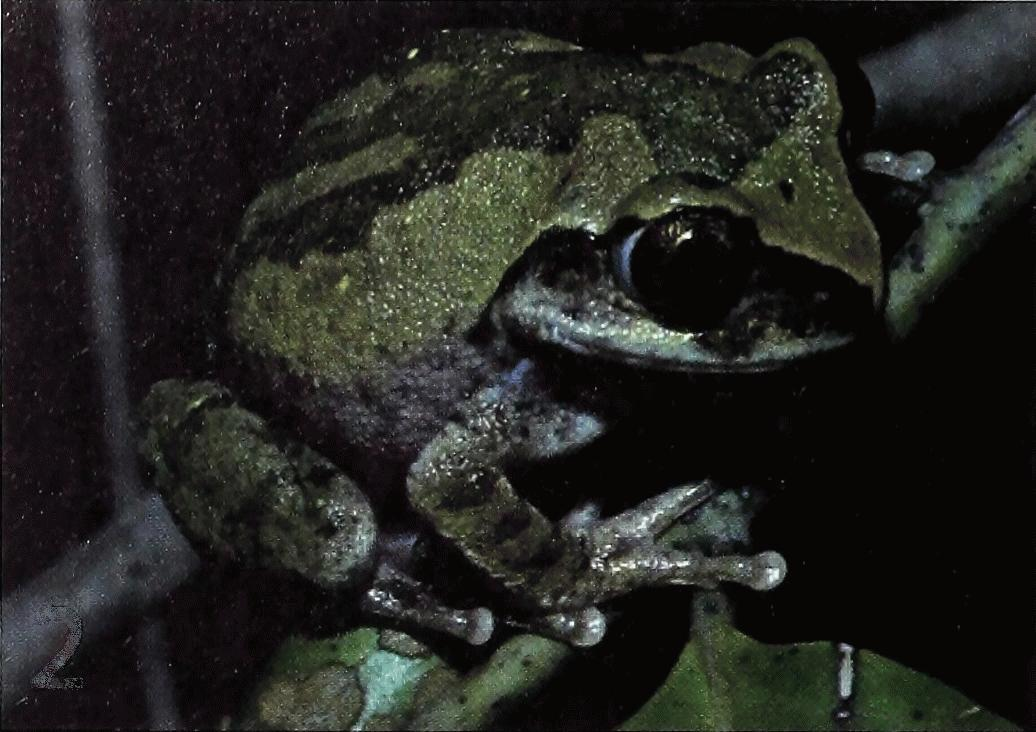
Leptopelis viridis